# Кутузова, Варвара Андреевна
Варвара Андреевна Кутузова (род. 12 июня 2003, Архангельск, Россия) — российская пианистка, лауреат всероссийских и международных музыкальных конкурсов, обладатель Гран-При международных конкурсов в Мексике и Сербии.

## Биография
Родилась в Архангельске в семье музыкантов, через два года вместе с семьёй переехала в Москву. Музыкой начала заниматься в четыре года. С 2007 по 2019 год училась в Центральной музыкальной школе при Московской государственной консерватории имени П. И. Чайковского у М. А. Марченко, затем в Школе имени Гнесиных в классе Заслуженного деятеля искусств РФ, заслуженного артиста РФ  М. С. Хохлова. Юная исполнительница – стипендиат благотворительных общественных фондов «Новые имена» им. И. Н. Вороновой, Владимира Спивакова и фонда имени Валерия Золотухина.
В шесть лет впервые выступила с камерным оркестром, а свой сольный концерт впервые сыграла в восемь лет в Москве. С тех пор юная пианистка постоянно концертирует на крупнейших сценах российской столицы, в числе которых залы консерватории, филармонии и дома музыки, Большого театра и Государственного Кремлёвского Дворца, а также активно гастролирует в своей стране и за рубежом. Принимала участие во многих международных фестивалях: Дениса Мацуева – «Звёзды на Байкале», «Рождественские встречи», «Крещендо», Владимира Спивакова – «Москва встречает друзей», «Владимир Спиваков приглашает», в фестивале в португальском городе Синтра, международных фестивалях «Анси классик» во Франции, «ArtDialog» в Швейцарии и других событиях.
Настоящий успех к юной пианистке пришёл после победы в конкурсе Дениса Мацуева Astana Piano Passion в 2013 году. Участие в конкурсах по всему миру дало девушке и много знакомств в музыкальном мире. Она постоянный участник культурного проекта «Дни Москвы», проходившего во Франции, Словении, Китае и других странах. 
В числе ярких проектов – выступление в ансамбле с Денисом Мацуевым в сочинской резиденции В. В. Путина в день открытия Зимних Олимпийских игр в 2014 году, а также сольное выступление в образовательном центре «Сириус» по случаю приезда Президента России в Сочи в 2017 году. В 2015 году одарённая пианистка гастролировала в Армении (в рамках мемориальных событий, приуроченных к столетию геноцида армян), приняла участие в проекте «День России в мире», выступив с камерным ансамблем «Солисты Санкт-Петербурга» под управлением Михаила Гантварга в Рио-де-Жанейро.
Варвара Кутузова играла в сопровождении известных российских коллективов, среди которых Национальный филармонический оркестр России и Государственный камерный оркестр «Виртуозы Москвы», Большой симфонический оркестр имени П. И. Чайковского, Государственный симфонический оркестр «Новая Россия» и другие. Выступала с Государственным академическим симфоническим оркестром Республики Казахстан, с симфоническим оркестром консерватории в Ницце, с Чикагским филармоническим оркестром и многими другими . 
В 2017 году пианистка впервые выступила с Государственным академическим симфоническим оркестром России и с прославленным Квартетом имени Бородина. Неоднократно участвовала в благотворительном проекте «Будущее России» (помощь одаренным детям-сиротам), побывала телеведущей на телеканале Культура (вела открытие детского телевизионного конкурса юных музыкантов «Щелкунчик»).
В 2018 году приняла участие в проекте «Девять волшебных нот» в Штаб-квартире Шанхайской организации сотрудничества в Пекине, где состоялись 2 сольных концерта Варвары, на которых присутствовали 10 послов из разных стран. В Грамоте, вручённой пианистке Генеральным секретарём ШОС Рашидом  Алимовым, говорится:
Ваше особое отношение к звуку и музыкальной фразе, оригинальная манера прикосновения к клавишам, виртуозная игра на инструменте позволяют слушателям погрузиться в удивительное, гипнотизирующее создание “духа” русской музыки, привносят живительную струю в широкий поток культурных связей между народами “семьи ШОС”.
Затем пианистка выступила на Всемирном экономическом форуме в Давосе вместе с Денисом Мацуевым и фондом «Новые имена». В том же году приняла участие в фестивале «Белая Сирень», выступив с Государственным симфоническим оркестром Татарстана.
Известные музыкальные критики называют талант Варвары феноменальным и прочат ей большое будущее в русской исполнительской фортепианной школе

## Достижения и награды
- 2009 — Международный конкурс «21st Century Art» в Ворзеле — Лауреат 1 премии.
- 2011 — Международный конкурс в Нью-Йорке «Prima artist competition» — Лауреат 1 премии (Gold Prize).
- 2011 — Международный конкурс пианистов им. В. Ю. Виллуана — Лауреат 1 премии.
- 2012 — Международный конкурс пианистов им. А. Г. Скавронского — Лауреат 2 премии.
- 2012 — Международный конкурс пианистов им. А. Д. Артоболевской — Лауреат 2 премии и спецприз за лучшее исполнение классической сонаты.
- 2013 — 1 Международный конкурс пианистов «Astana Piano Passion» — Лауреат 1 премии и спецприз — сольный концерт на фестивале «Annecy Classic» в Анси[10].
- 2013 — Международный интернет-конкурс пианистов в Мексике Festival-Concurso Internacional de Piano «Villahermosa», Гран При — поездка с двумя сольными концертами на юг Мексики.
- 2014 — Международный конкурс пианистов в Сербии — Гран-При International Music Competition.
- 2015 — Международный телевизионный конкурс юных музыкантов «Щелкунчик», обладательница приза зрительских симпатий и Серебряного Щелкунчика[11].
- 2016 — Международный конкурс Д. Мацуева «Grand piano competition» — Лауреат[12].
- 2017 — Международный юношеский конкурс классического сольного исполнительства «Nota bene!» — Лауреат 1 премии[13].
- 2018 — Премия и звание «Молодые дарования России».
- 2021 — Международный конкурс молодых пианистов «Grand Piano Competition» — Лауреат.